# Jerome Kern

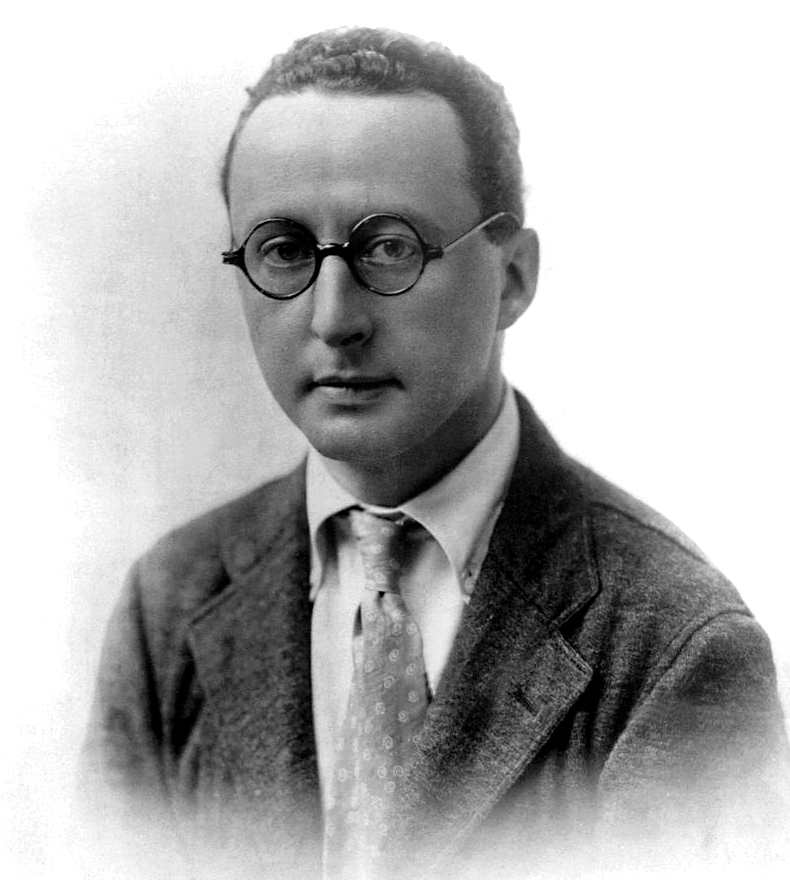
Jerome Kern

Jerome David Kern (* 27. Januar 1885 in New York; † 11. November 1945 ebenda) war ein US-amerikanischer Komponist, der Musik für Dutzende Broadway-Shows und Hollywood-Filme verfasste. Zu seinen heute noch bekanntesten Werken zählen u. a. das Musical Show Boat sowie die Songs Smoke Gets in Your Eyes, Ol’ Man River, All the Things You Are und The Way You Look Tonight.

## Biografie
Jerome Kern wurde im Sutton Place District von New York geboren. Seine Eltern waren Juden, die von Deutschland in die USA ausgewandert waren. Die Musikalität hatte der Junge von seiner Mutter Fanny geerbt, die Klavierlehrerin war; sie erteilte ihm den ersten Klavierunterricht. Sein Vater Henry war erst Angestellter, machte sich aber später selbständig, als die Familie nach Newark im Staat New Jersey umgezogen war. Er handelte mit Möbeln und Klavieren. Henry Kern hätte es gerne gesehen, wenn sein Sohn Jerry bei ihm ins Geschäft eingestiegen wäre; aber daraus wurde nichts. Der Junge wollte unbedingt einen Beruf ergreifen, der mit Musik zu tun hatte.
Nach dem High-School-Abschluss studierte er am New York College of Music. Seine Lehrer waren u. a. Alexander Lambert, Austin Pierce und Paolo Gallico. Später setzte er sein Studium in Heidelberg fort. 1904 kehrte er in seine Heimat zurück. Von 1905 an hielt er sich immer wieder längere Zeiträume in London auf. Dort lernte er auch die sechs Jahre jüngere Engländerin Eva J. Leale (1891–1959) kennen, die er am 21. Oktober 1910 in Chertsey heiratete. Aus der Ehe ging die Tochter Elizabeth Jane „Betty“ Kern (1918–1996) hervor, die u. a. mit dem Bandleader Artie Shaw und dem Filmproduzenten Regisseur Jack Cummings verheiratet war.
Obwohl Kern sein Studium mit dem akademischen Grad „Master of Music“ abgeschlossen hatte, begann er seine musikalische Laufbahn mit untergeordneten Arbeiten, bis ihn schließlich eines der vielen Broadway-Theater als Probenpianist engagierte. Es war eine Zeit, in der zahlreiche Operetten aus Europa am Broadway den Beifall des Publikums fanden. Immer wieder musste er dieselben Melodien spielen, bis sie die Sänger auswendig konnten. Einmal leistete er sich dabei einen Scherz, indem er in ein europäisches Operettenlied eine eigene Melodie einschmuggelte. Dadurch wurden ein Regisseur und ein Theaterproduzent auf das junge Talent aufmerksam. Die neue frische Melodie gefiel ihnen besser als die bekannte. Fortan wurden neue Lieder von Jerome Kern in die europäischen Operetten eingebaut.
Nach der 1911 entstandenen Extravaganza „La Belle Paree“, für die er zusammen mit Frank Tours die Musik geschrieben hatte, folgte ein Jahr später seine erste von ihm allein komponierte Operette „The Red Petticoat“. Der Erfolg war gering. Bereits nach zwei Monaten wurde das Stück abgesetzt. 1914 erhielt er den Auftrag, die englische Operette „The Girl From Utah“ für amerikanische Bedürfnisse umzubauen und mit eigenen Liedern zu erweitern. Nun stellte sich der erste richtige Erfolg für ihn ein. Die Noten seines Liedes „They Didn’t Believe Me“, des großen Schlagers dieses Stückes, wurden in millionenfacher Auflage verkauft. In dem folgenden Vierteljahrhundert komponierte Kern die Musik zu 33 Bühnenwerken. Die erfolgreichsten waren „Sally“ (1920) und „Sunny“ (1925). Dabei traten immer mehr Elemente der europäisch klingenden Operette zugunsten von Elementen, die später für die Gattung „Musical Comedy“ typisch wurden, in den Hintergrund.
Das Jahr 1927 bescherte Jerome Kern den Höhepunkt seines Ruhms: In Zusammenarbeit mit dem Librettisten Oscar Hammerstein II entstand der Welterfolg „Show Boat“. Die Premiere fand am 27. Dezember 1927 am Ziegfeld Theatre in New York statt und wurde zu einem triumphalen Erfolg. Erstmals wurden in einem rein amerikanischen Bühnenwerk nicht mehr bloße Musiknummern aneinandergereiht, sondern mehrfach ganze Szenen musikalisch dramatisch aufgebaut.
Im Laufe der nächsten Jahrzehnte betätigte sich Jerome Kern auch oft als Filmkomponist, indem er u. a. viele seiner Musicals für das in Hollywood boomende Genre „Musikfilm“ bearbeitete. Zweimal bekam er den Oscar in der Kategorie „Bester Song“: 1936 für „The Way You Look Tonight“ aus „Swing Time“ und 1941 für „The Last Time I Saw Paris“ aus „Lady Be Good“.
Am 5. November 1945 flanierte Jerome Kern auf der Park Avenue in New York. Dabei erlitt er einen Herzanfall und stürzte bewusstlos auf die Straße. Knapp eine Woche später starb er. In seinem Todesjahr wurde er in die American Academy of Arts and Letters gewählt. 1946 wurde der Film Bis die Wolken vorüberzieh’n veröffentlicht, in dem Kern von Robert Walker dargestellt wird.

## Werke (Auswahl)

### Revuen
- 1916: The Ziegfeld Follies
- 1917: Miss
- 1920: Hitchy-Koo

### Musicals
- 1915: Cousin Lucy
- 1917: Have A Heart
- 1917: Leave It To Jane
- 1918: Oh Lady, Lady
- 1919: She’s a Good Fellow
- 1920: The Night Boat
- 1920: Sally
- 1921: Good Morning, Dearie
- 1923: Stepping Stones
- 1924: Dear Sir
- 1925: The City Chap
- 1925: Sunny
- 1926: Criss Cross
- 1927: Show Boat
- 1929: Sweet Adeline
- 1931: The Cat and the Fiddle
- 1932: Music in the Air
- 1933: Roberta
- 1939: Very Warm for May

### Filmmusiken
- 1929: Show Boat
- 1929: Sally
- 1930: Three Sisters
- 1930: Sunny
- 1933: The Cat and the Fiddle
- 1934: Music in the Air
- 1935: Reckless
- 1935: I Dream Too Much
- 1935: Roberta
- 1936: Show Boat
- 1936: Swing Time
- 1937: When You’re in Love
- 1937: High, Wide and Handsome
- 1938: Joy of Living
- 1940: One Night in the Tropics
- 1941: Sunny
- 1942: Du warst nie berückender (You Were Never Lovelier)
- 1944: Das Lied des goldenen Westens (Can’t Help Singing)
- 1944: Es tanzt die Göttin (Cover Girl)
- 1944: Song of Russia
- 1946: Centennial Summer
- 1946: Bis die Wolken vorüberzieh’n (Till the Clouds Roll By)
- 1951: Mississippi-Melodie (Show Boat)

### Orchesterwerke
- 1931: Scenario for Show Boat
- 1941: Day Dreaming
- 1942: Mark Twain Suite

### Hits
- All the Things You Are
- The Way You Look Tonight
- The Folks who Lives on the Hill
- Make Believe
- Ol’ Man River
- Smoke Gets in Your Eyes
- Look for the Silver Lining
- I’m Old Fashioned
- Yesterdays